# Вільясека-де-Арсьєль
Вільясека-де-Арсьєль (ісп. Villaseca de Arciel) — муніципалітет в Іспанії, у складі автономної спільноти Кастилія-і-Леон, у провінції Сорія. Населення — 38 осіб (2010).
Муніципалітет розташований на відстані близько 190 км на північний схід від Мадрида, 29 км на південний схід від Сорії.

## Демографія
Динаміка населення (INE ):